# Barbara West
Barbara West (geboren: Dainton; Bournemouth, 24 mei 1911 – Truro, 16 oktober 2007) was een van de twee laatste overlevenden van de ramp met de Titanic in 1912.
Na het overlijden van Lillian Gertrud Asplund (in 2006) was West nog een van de twee laatste overlevenden. Na haar overlijden in 2007 was Millvina Dean de laatste overlevende van deze ramp, tot ook zij overleed op 31 mei 2009.